# Samuele Zoccarato
Samuele Zoccarato (San Giorgio delle Pertiche, 9 gennaio 1998) è un ciclista su strada italiano che corre per il Team Polti VisitMalta. Professionista dal 2021, nello stesso anno si è classificato terzo nella prova in linea dei campionati italiani.

## Palmarès

### Strada
- 2018 (General Store-Bottoli-Zardini)[1]

Coppa 1º Maggio - Memorial Sergio Viola Under-21
Ruota d'Oro - GP Festa del Perdono

#### Altri successi
- 2019 (IAM Excelsior-Echappeé)

Classifica scalatori Tour du Jura Cycliste
- 2023 (Green Project-BardianiCSF-Faizanè)

Classifica scalatori Volta a la Comunitat Valenciana
Classifica scalatori Giro di Slovenia
Classifica scalatori Giro della Repubblica Ceca
- 2024 (VF Group-Bardiani CSF-Faizanè)

Classifica scalatori Österreich-Rundfahrt

### Gravel
- 2022

Campionato italiano (Argenta)
- 2024

Campionato italiano (Golferenzo)

## Piazzamenti

### Grandi Giri
- Giro d'Italia

2021: 105º
2022: ritirato (7ª tappa)
2023: ritirato (8ª tappa)

### Classiche monumento
- Milano-Sanremo

2023: 120º
2024: 63º

### Competizioni mondiali
- Campionati del mondo gravel

Veneto 2022 - Elite: 24º